# آدزنا
آدزنا (به فرانسوی: Azzana) یک کمون در فرانسه است که در canton of Cruzini-Cinarca واقع شده‌است. آدزنا ۱۲ کیلومتر مربع مساحت دارد ۴۰۰ متر بالاتر از سطح دریا واقع شده‌است.